# 채홍락
채홍낙 (Chae Hong-nak, 1961년 5월 29일 ~ )은 한국 의 장거리 주자이다. 그는 1984년 하계 올림픽에서 마라톤 대회 에 참가했다 .